# Marcello Fonte
Marcello Fonte, né le 7 novembre 1978 à Melito di Porto Salvo (Calabre), est un acteur et réalisateur italien.
En 2018, pour son rôle du torturé Marcello dans Dogman, il obtient le prix d'interprétation masculine du Festival de Cannes,.

## Biographie

### Enfance et formation
Après avoir passé son enfance à Archi, une commune périphérique de Reggio, où il apprend à jouer de la caisse claire dans la bande musicale de sa ville, expérience qu'il racontera dans son film Asino vola, Marcello s'installe à Rome. Là, poussé par son frère metteur en scène, il s'intéresse au métier d'acteur et obtient des rôles mineurs à la télévision et au cinéma.

### Carrière
En 2015, il écrit et réalise, avec son ami Paolo Tripodi, Asino vola, présenté au Festival de Locarno dans la section Piazza Grande (it). Ensuite, il joue dans la série télévisée La mafia tue seulement en été de Luca Ribuoli en 2016 et dans les films L'intrusa de Leonardo Di Costanzo et Io sono Tempesta de Daniele Luchetti (2018).
Alors qu'il vit sans domicile fixe et parcourt les différentes régions d'Italie pour espérer trouver un toit, il est repéré par le réalisateur Matteo Garrone. Occasion lui permettant d'interpréter, en 2018, le rôle principal de Marcello, un toiletteur pour chiens mentalement torturé, dans Dogman pour lequel il remporte le prix d'interprétation masculine du Festival de Cannes et le ruban d'argent du meilleur acteur.

## Filmographie

### Longs-métrages
- 2011 : Corpo celeste d'Alice Rohrwacher : un serveur au restaurant
- 2015 : Asino vola de lui-même et Paolo Tripodi : Maurizio
- 2017 : L'intrusa de Leonardo Di Costanzo : Mino
- 2018 : Io sono Tempesta (it) de Daniele Luchetti : le grec
- 2018 : Dogman de Matteo Garrone : Marcello
- 2019 : Vivere de Francesca Archibugi
- 2019 : Aspromonte, la terra degli ultimi de Mimmo Calopresti : le poète

### Télévision
- 2016 : La mafia tue seulement en été de Luca Ribuoli (it)

### Comme réalisateur
- 2015 : Asino vola (co-réalisé avec Paolo Tripodi)

## Récompenses et distinctions

### Récompenses
- 2018 :
  - Prix d'interprétation masculine au Festival de Cannes pour Dogman
  - Ruban d'argent du meilleur acteur pour Dogman
  - Prix du cinéma européen du meilleur acteur pour Dogman[3]